# Halina Pilichowska
Halina Pilichowska (ur. w 1899, zm. w 1954) – polska  tłumaczka literatury rosyjskiej i publicystka; związana ze Lwowem.
23 stycznia 1940 roku aresztowana przez NKWD razem z grupą pisarzy lewicowych, w czasie tzw. Uczty u Aronsona, sowieckiej akcja pacyfikacyjnej skierowanej przeciwko środowisku polskich literatów we Lwowie.

## Prace translatorskie
Przetłumaczyła m.in. powieść satyryczną Ilji Ilfa i Jewgienija Pietrowa: 12 krzeseł (1929, I wyd. w odcinkach w gazecie Robotnik, wyd. ks. w 1931) a także książki Michaiła Zoszczenki:  Pająk i mucha (I wyd. przekł. 1929), Pan wydawca (1929), Agitator (1930), Jak Anisja aeroplanem latała (1931),  Niebieska księga (1937), Rozkosze kultury (1958, wyd. pośm. przekł.) i Arkadija Awierczenki: Egzekutor Buraczkow (1928), Przestępstwo na plaży (1928), Tyranja mody (1928).
Tłumaczyła także powieści Walentina Katajewa (Rozgardjasz, 1930), Daniły Fibiha (Czad życia, 1933), Romana Gula (Generał BO, 1933), Michaiła Szołochowa (Zorany ugór, 1934), Aleksandra Awdiejenki (Kocham, 1934), Lwa Rubinsteina (Szlak samurajów, 1934), Wiery Inber (Ameryka w Paryżu, 1935), Władimira Lidina (Grób nieznanego żołnierza, 1935), Lwa Kassila (Szwambranja: opowieść z mapami, herbem i flagą, 1936), Maksima Gorkiego (U obcych, 1937), Petra Pawlenki (Barykady, 1937), Leonida Sobolewa (Kapitalny remont, 1937) i Josepha Wechsberga (Wielki mur, 1939).